# Sapci
Sapci je naseljeno mjesto u Republici Hrvatskoj u sastavu općine Garčin u Brodsko-posavskoj županiji.

## Zemljopis
Sapci se nalaze na županijskoj cesti Slavonski Brod - Vrpolje 2 km istočno od općinskog središta Garčina i 2 km zapadno od naselja Staro Topolje.

## Stanovništvo
Prema popisu stanovništva iz 2011. godine Sapci su imali 504 stanovnika. 
| broj stanovnika | 234   | 276   | 195   | 322   | 330   | 460   | 441   | 452   | 483   | 613   | 643   | 596   | 554   | 575   | 566   | 504   | 406   |
|                 | 1857. | 1869. | 1880. | 1890. | 1900. | 1910. | 1921. | 1931. | 1948. | 1953. | 1961. | 1971. | 1981. | 1991. | 2001. | 2011. | 2021. |

## Vanjske poveznice
- Stranice Općine Garčin/ Naselje Sapci  Arhivirana inačica izvorne stranice od 1. siječnja 2009. (Wayback Machine)